# Traualpsee
Der Traualpsee ist ein 1631 m ü. A. hoch gelegener kleiner Stausee im Naturschutzgebiet Vilsalpsee oberhalb des Vilsalpsees in den Allgäuer Alpen im Gemeindegebiet von Tannheim, Bezirk Reutte, Tirol. Der See ist 610 Meter lang, 416 Meter breit, und hat eine Fläche von 15,22 ha. Der ursprüngliche Karsee wurde in den 1960er Jahren von den Elektrizitätswerken Schattwald zur Stromgewinnung aufgestaut (fertiggestellt 1964).
Oberhalb des Sees im Süden liegt die Landsberger Hütte (1810 m) nahe der Lache, einem kleinen Bergsee, im Norden die Obere Traualpe. 